# Free China: The Courage to Believe
Free China: The Courage to Believe es una película documental de 2012 (61 minutos) sobre la persecución a Falun Gong, protagonizada por Jennifer Zeng y el Dr. Charles Lee.

## Descripción
La película se basa en la historia real de una madre y exmiembro del Partido Comunista, Jennifer Zeng, quien junto con más de 70 millones de chinos practicaban Falun Gong, una creencia que combinaba el budismo y el taoísmo hasta que el gobierno chino lo prohibió. La policía de Internet interceptó un correo electrónico y Jennifer fue encarcelada por su fe. Mientras soportaba la tortura física y mental, tuvo que decidir: ¿se mantiene firme y languidece en la cárcel, o se retracta de su creencia para poder contar su historia al mundo y reunirse con su familia?
A un mundo de distancia, el Dr. Charles Lee, un empresario chino-estadounidense, quería hacer su parte para detener la persecución al intentar transmitir información sin censura en la televisión controlada por el estado. Fue arrestado en China y sentenciado a tres años de reeducación en un campo de prisioneros donde soportó trabajos forzados, haciendo entre otras cosas, zapatillas de Homer Simpson vendidas en tiendas en todo Estados Unidos.
Con más de cien mil protestas ocurriendo cada año dentro de China, los disturbios entre los chinos están aumentando con la ruptura de cada escándalo político. Como los presos de conciencia de China están sujetos a trabajos forzados y posiblemente a la sustracción de órganos, pero en este momento no está confirmado. Este documental oportuno expone cuestiones profundas como el genocidio y las prácticas comerciales desleales con Occidente. La película también destaca cómo las nuevas tecnologías de Internet están ayudando a dar libertad a más de 1.300 millones de personas que viven en China y otros regímenes represivos en todo el mundo.

## Entrevistados en la película[1]
- Jennifer Zeng, autora de Witnessing History: la lucha de una mujer china por la libertad
- Dr. Charles Lee - Empresario chino estadounidense y sobreviviente del campo de trabajo
- David Kilgour - investigador de derechos humanos y exsecretario de Estado canadiense (Asia-Pacífico)
- Chris Smith - Congresista estadounidense y presidente de la Comisión Ejecutiva del Congreso sobre China
- Ethan Gutmann - Analista de China, investigador de derechos humanos, autor de La matanza: asesinatos en masa, extracción de órganos y la solución secreta de China a su problema disidente y la pérdida de la nueva China: una historia de comercio, deseo y traición. Colaborador de The Wall Street Journal Asia

## Premios y otra información
La película ganó premios en 8 festivales de cine, incluido el Festival de Cine de Libertad de Expresión 2012 de American INSIGHT y el Festival de Cine 2012 de WorldFest. 
La película fue producida y dirigida por galardonados cineastas Kean Wong y Michael Perlman. La película se proyectó en más de 700 lugares privados, incluidos los parlamentos del Reino Unido, Europa e Israel y el Congreso de los Estados Unidos. La película estará disponible en más de 20 idiomas para finales de 2014.
La banda sonora, trailers, y DVD de la película están disponibles en el sitio web de Free China.
Las proyecciones más recientes de la película fueron del 5 al 7 de diciembre de 2014 en Taiwán.
El estreno en línea fue el 3 de febrero de 2015.